# Assynt
Assynt är ett glest befolkat område i sydvästra delen av Sutherland. Det ligger norr om Ullapool på västkusten av Skottland. Assynt är känt för sitt landskap och sina anmärkningsvärda berg, vilket har lett till att området, tillsammans med angränsande Coigach, har utsetts till Assynt-Coigach National Scenic Area, ett av 40 sådana områden i Skottland.